# It's Been a Long Day
"It's Been a Long Day" es una canción de la banda australiana de indie rock Spacey Jane, lanzada el 8 de abril de 2022 como el cuarto sencillo de su segundo álbum de estudio, Here Comes Everybody (2022). Alcanzó el puesto 79 en la lista ARIA Singles Chart y el número 26 en la lista Hot Singles de Nueva Zelanda. En el Triple J Hottest 100 de 2022, la canción ocupó el puesto número cinco. En 2024, "It's Been a Long Day" obtuvo la certificación de oro de la Asociación Australiana de la Industria Discográfica por vender 35.000 unidades.

## Composición
El líder de Spacey Jane, Caleb Harper, escribió "It's Been a Long Day" antes y después de romper con su pareja en 2020. Escribió la canción para admitir que realmente la amaba, pero que estaba demasiado ansioso y abrumado durante la pandemia de COVID-19 para decírselo directamente.
Descrita como una balada melancólica, "It's Been a Long Day" tiene un sonido desolado y contrasta con su trabajo anterior, lleno de guitarras. Según Anna Rose de NME, comienza con "una guitarra acústica contemplativa" a la que gradualmente "se une un bajo ondulante y una batería penetrante". Al escribir para Triple J, Al Newstead dijo que la pista muestra a la banda "inclinándose hacia su lado más reflexivo y reflexivo". La voz de Harper fue descrita como angelical por Verónica Zurzola de Pilerats.

## Lanzamiento
El 8 de abril de 2022, se lanzó "It's Been a Long Day" como el cuarto sencillo del segundo álbum de estudio de la banda, Here Comes Everybody. Fue emitido junto con un vídeo musical dirigido por Serena Reynolds y protagonizado por Sarah Pidgeon, filmado en Los Feliz, Los Ángeles.
En el Triple J Hottest 100 de 2022, la pista obtuvo el puesto número cinco, directamente después de "Sitting Up" en el número seis. Spacey Jane tuvo tres canciones entre las diez primeras solamente, con "Hardlight" en el puesto número tres.

## Actuaciones en vivo
Mientras estaba de gira en el Forum Theatre de Melbourne, la banda grabó un conjunto de interpretaciones acústicas de canciones de Here Comes Everybody, incluida una interpretación de "It's Been a Long Day" lanzada en noviembre de 2022. La grabación presenta solo a Harper y al guitarrista principal Ashton Hardman Le-Cornu.